# Zebrasoma
Zebrasoma – rodzaj morskich ryb okoniokształtnych z rodziny pokolcowatych.

## Zasięg występowania
Rafy koralowe Oceanu Indyjskiego i Oceanu Spokojnego

## Cechy charakterystyczne
Kolce na trzonie ogonowym osadzone na ruchomym zawiasie, podobnie jak u ryb z rodzaju Acanthurus.

## Klasyfikacja
Gatunki zaliczane do tego rodzaju:
- Zebrasoma desjardinii
- Zebrasoma flavescens - Zebrasoma żółta[potrzebny przypis]
- Zebrasoma gemmatum
- Zebrasoma rostratum
- Zebrasoma scopas
- Zebrasoma velifer
- Zebrasoma xanthurum - Zebrasoma niebiesko-żółta[potrzebny przypis]

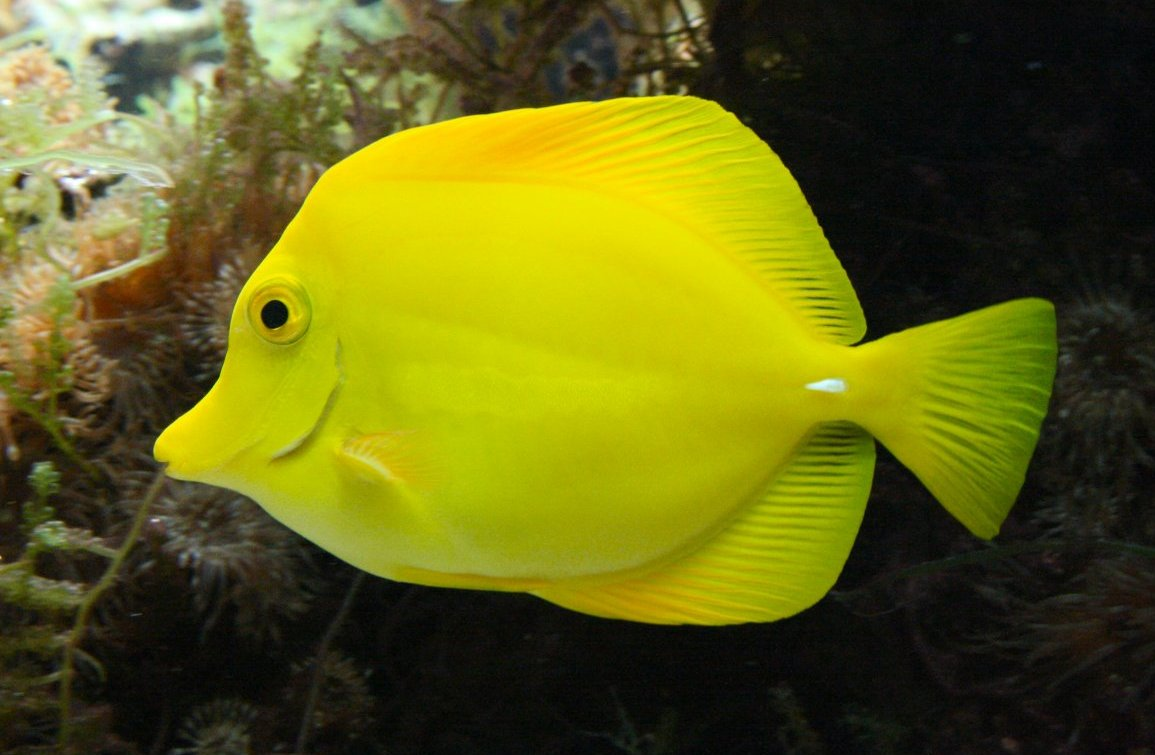
Zebrasoma flavescens
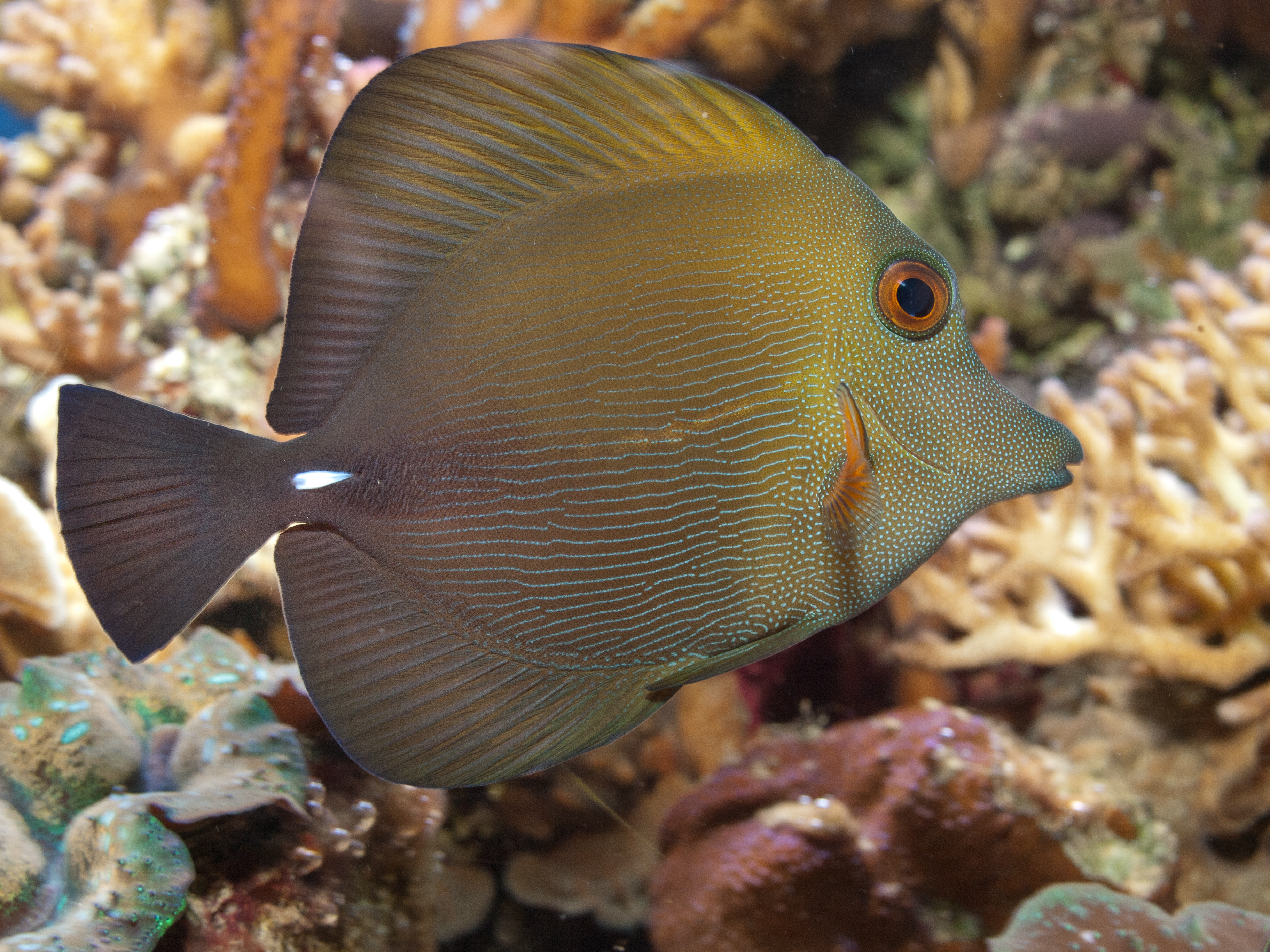
Zebrasoma scopas
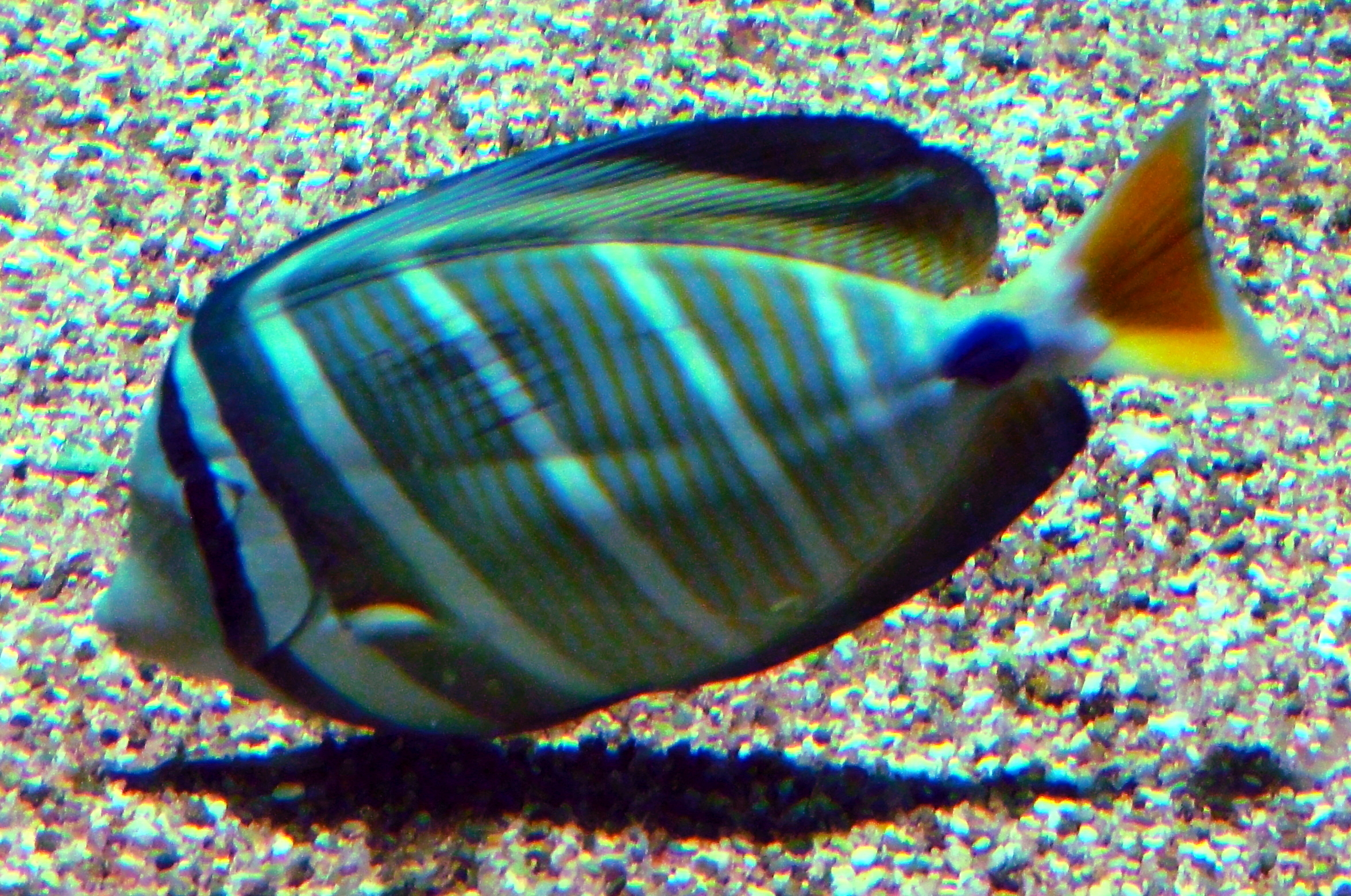
Zebrasoma velifer
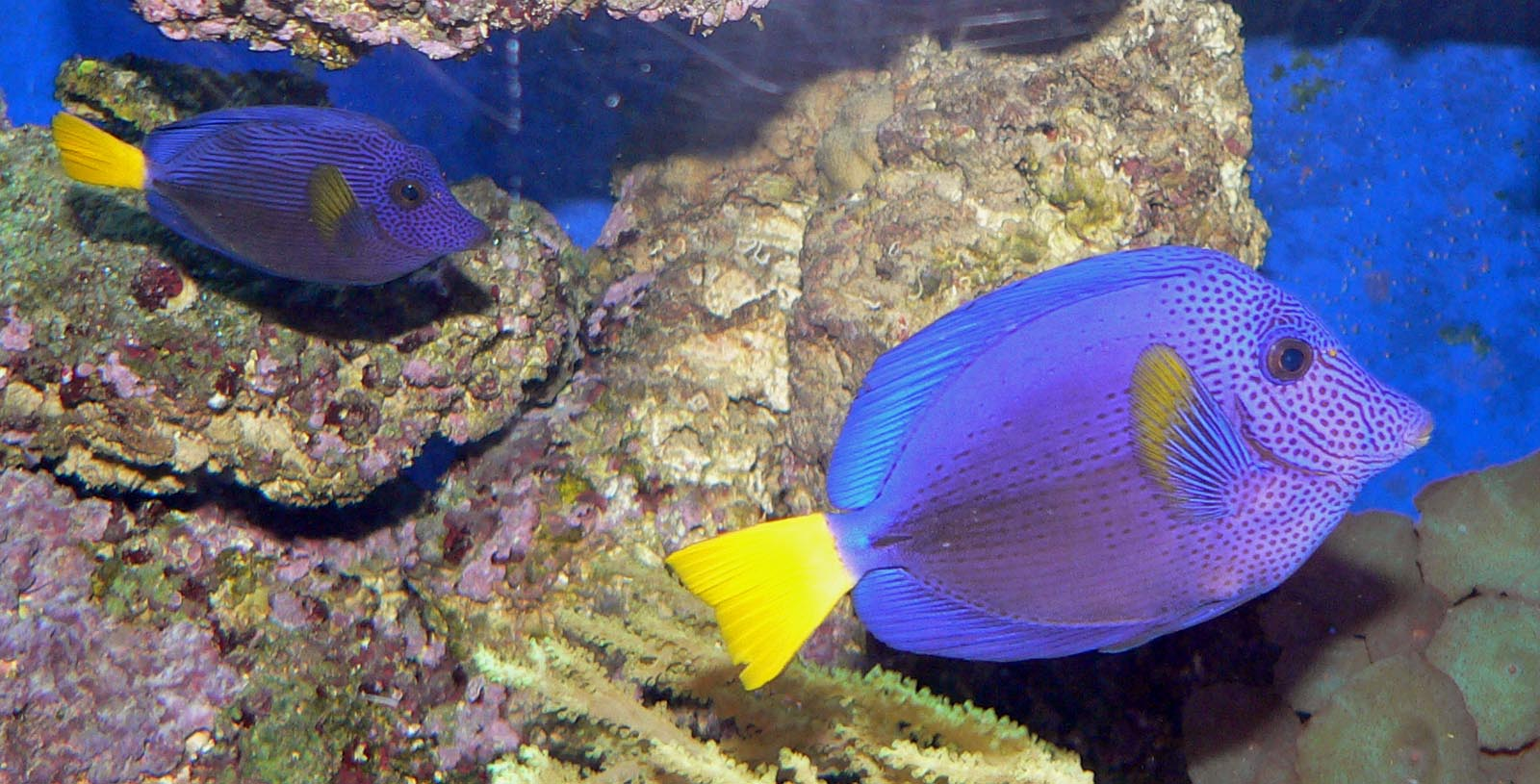
Zebrasoma xanthurum